# Амина Кајтаз
Амина Кајтаз (Мостар, 31. децембар 1996) је босанскохерцеговачка пливачица и вишеструка рекордерка БиХ у различитим дисциплинама и категоријама.

## Биографија
Амина Кајтаз је рођена 31. децембра 1996. године у Мостару. Потиче из спортске породице, отац Сеад бивши фудбалер Вележа из Мостара, а мајка Маја бивша пливачица. Пливањем је почела да се бави од своје шесте године тренирајући у ПК Вележ из Мостара. На једном пливачком митингу у Сарајеву њен таленат је приметио бивши пливач и садашњи тренер Борут Петрич, који је постао њен тренер. На његов предлог, Амина прелази маја 2014. године у ПК Југ из Дубровника, како би имала све предуслове за врхунске резултате. Од 2016. године, заједно са својим тренером Петричем, поново је члан ПК Вележ. Поред пливања, студира нутриционизам и здравље на Универзитету модерних наука „CKM” у Мостару.

## Каријера
У својој пливачкој каријери освојила је око 500 медаља на различитим међународним и државним такмичењима. Више пута је обарала државне рекорде, и то у дисциплинама 50, 100 и 200 метара леђно у малом базену, 50 и 100 метара леђно у великом базену, 50 и 100 метара делфин у малом базену и 50 метара делфин у великом базену. Наступала је на балканским првенствима, европским јуниорским првенствима, европским сениорским првенствима, а 2015. године је наступила на Светском првенству у Казању. Наредне године дебитује на Олимпијским играма у Рио де Жанеиру. Такмичила се у дисциплини 100 метара делфин и није успела да се пласира у полуфинале, остварила је време 1:01.67 и заузела је 35. место.